# Arsenowodór
Arsenowodór, AsH
3 – nieorganiczny związek chemiczny, bezbarwny, piroforyczny, silnie trujący gaz o zapachu czosnku. Słabo rozpuszcza się w wodzie. Ogrzewany rozkłada się na arsen i wodór.
Powstaje w wyniku działania kwasami lub wodą na arsenki metali np.:
Zn
3As
2 + 3H
2SO
4 → 2AsH
3 + 3ZnSO
4
Reakcję powstawania arsenowodoru wykorzystuje się przy próbie Marsha podczas wykrywania związków arsenu.